# Geometría molecular cuadrada plana

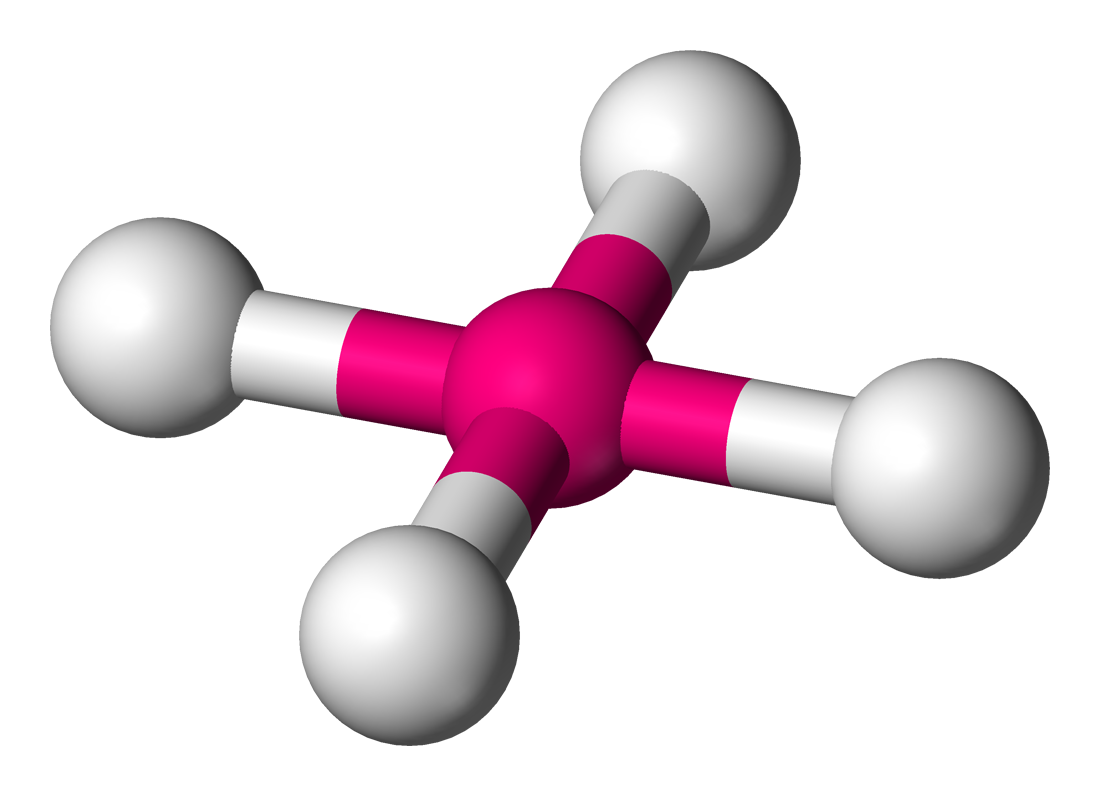
Estructura idealizada de un compuesto con una geometría de coordinación cuadrada plana

La geometría molecular cuadrada plana en química describe la estereoquímica (disposición espacial de los átomos) que adoptan ciertos compuestos químicos. Como el propio nombre sugiere, las moléculas que poseen esta geometría tienen sus átomos colocados en las esquinas de un cuadrado que están en el mismo plano del átomo central.

## Relación con otras geometrías

### Lineal
La adición de dos ligandos a compuestos lineales, ML2, puede producir complejos plano-cuadrados. Por ejemplo, [AuCl2] adiciona cloro para dar la especie cuadrada plana [AuCl4].

### Geometría molecular tetraédrica
En principio, la geometría cuadrada plana se puede lograr mediante el aplanamiento de un tetraedro. Como tal, la interconversión de geometrías tetraédricas y cuadradas planas ofrece una vía intramolecular para la isomerización de los compuestos tetraédricos. Esta vía no funciona con facilidad para los hidrocarburos, pero los complejos tetraédricos de níquel (II), por ejemplo, NiBr2(PPh3)2, se someten a este cambio de forma reversible.

### Geometría molecular octaédrica
La eliminación de un par de ligandos en el eje z de un octaedro, deja cuatro ligandos en el plano xy. Para los compuestos de metales de transición, la teoría del campo cristalino muestra como el diagrama de división de la geometría plana cuadrada puede derivarse del diagrama de la geometría octaédrica. La eliminación de los dos ligandos estabiliza el nivel dz2, dejando al nivel dx2-y2 como el más desestabilizado. En consecuencia, el dx2-y2 se mantiene ocupado en los complejos de metales con configuración electrónica d8. Estos compuestos suelen tener 16 electrones de valencia (ocho de los ligandos, ocho de los metales).

## Ejemplos
Numerosos compuestos adoptan esta geometría, siendo especialmente numerosos los ejemplos de complejos de metales de transición. El compuesto de gas noble  XeF4 adopta esta estructura como se predice por la teoría RPECV. La geometría es común para los complejos de metales de transición con configuración d8, que incluye a Rh (I), Ir (I), Pd (II), Pt (II) y Au (III). Otros ejemplos notables incluyen los medicamentos contra el cáncer cisplatino [PtCl2(NH3)2] y carboplatino. Muchos catalizadores homogéneos son planos cuadrados en su estado de reposo, por ejemplo el catalizador de Wilkinson y catalizador de Crabtree. Otros ejemplos incluyen el complejo de Vaska y sal de Zeise. Ciertos ligandos (por ejemplo, las porfirinas) estabilizan esta geometría.